# Théodore Roussel

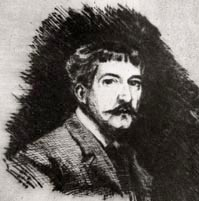
Zelfportret Roussel, 1901

Théodore Roussel (Lorient 23 maart 1847 – Hastings, april 1926) was een Frans-Brits kunstschilder en etser. Hij wordt gerekend tot het impressionisme.

## Leven en werk
Roussel werd geboren in Frankrijk. Zijn artistieke opleiding was grotendeels autodidactisch. In 1874 vestigde hij zich in Londen, uiteindelijk te Chelsea, toentertijd een belangrijk centrum van kunstenaars. In 1885 kocht hij er het Belfield House aan Parson's Green. Vanaf die tijd werd hij sterk beïnvloed door zijn toenmalige buurman James McNeill Whistler, met wie hij levenslang bevriend zou raken. Onder Whistlers invloed begon hij ook met etsen en graveren, op een heel persoonlijke wijze, in zachte aquatinten. Roussel geldt als een van de pioniers van het kleurenetsen. Meestal maakte hij naakten, portretten maar ook veel stadsgezichten van Chelsea, in de omgeving van de Theems.

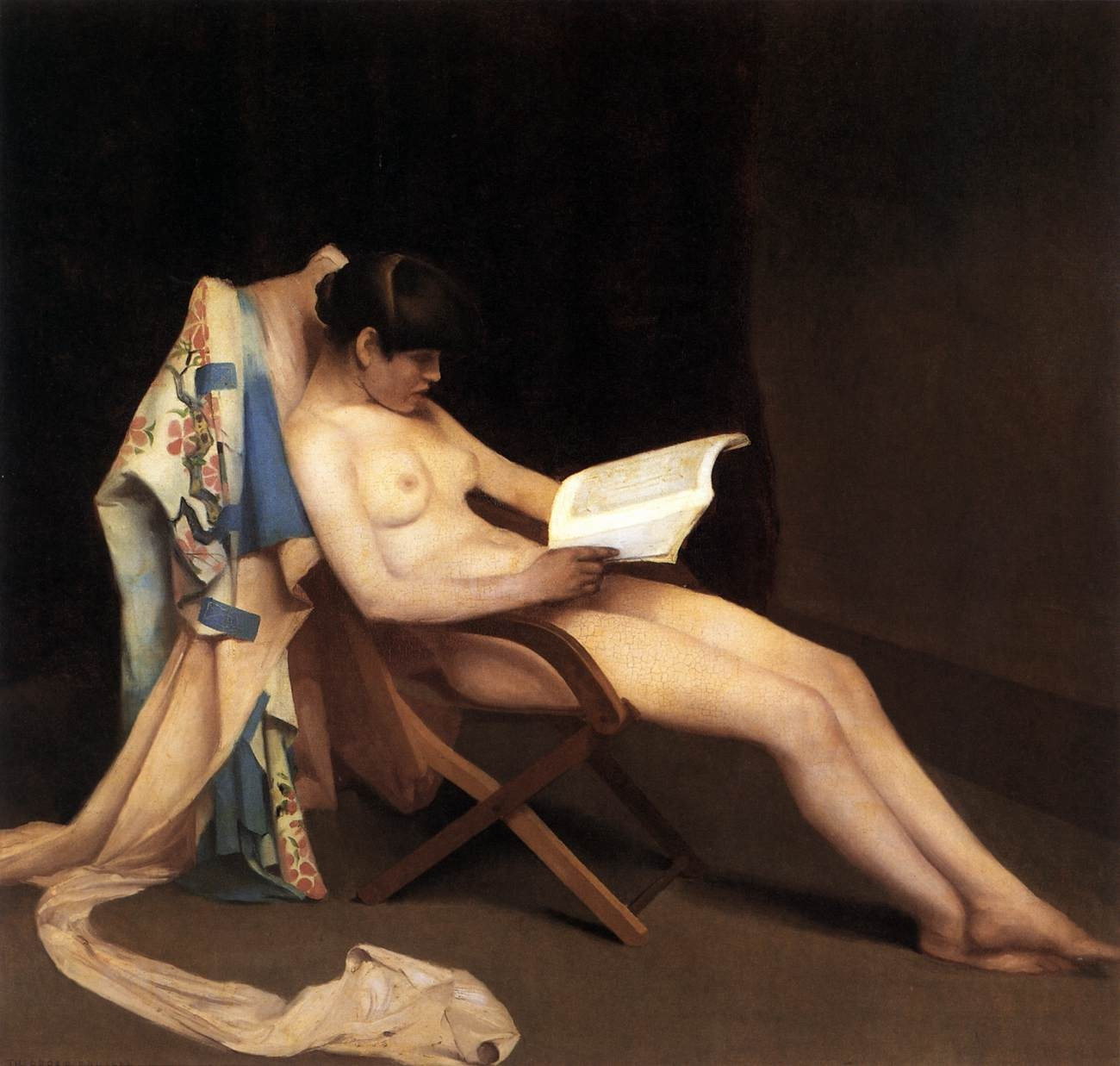
The Reading Girl, 1887

Als etser maar ook als kunstschilder groeide Roussel uit tot een van de belangrijkste vertegenwoordigers van het impressionisme in Engeland. Hij exposeerde vanaf 1887 regelmatig bij onder andere de ‘Society of British Artists’ en de Royal Scottish Academy. Hij werd lid van de ‘New English Art Club’, waarvan Whistler voorzitter was, en die als tegenhanger was bedoeld voor de academisch georiënteerde Royal Academy of Arts.
Roussels bekendste schilderij is The Reading Girl (1886, Het lezende meisje), thans te bezichtigen in de Tate Gallery te Londen. William Orpen noemde het in een recensie het beste naaktportret ('act') van zijn tijd. Voor The Reading Girl stond de jonge Harriet (Hetty) Pettigrew (1867–1953) model, die samen met haar zussen Rose en Lily vaak ook poseerde voor James McNeill Whistler, William Holman Hunt, John Everett Millais en andere kunstschilders. Hetty werd al snel de maîtresse van Roussel en uit hun relatie werd ook een kind geboren, maar toen zijn vrouw overleed huwde hij toch met een ander.

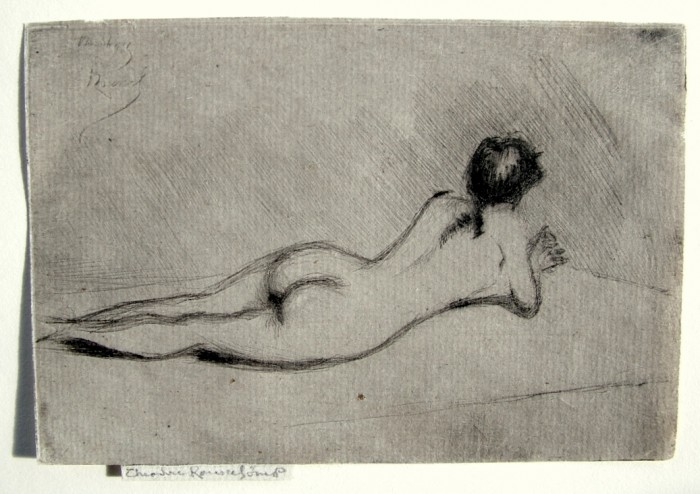
Study From the Nude of a Girl Lying Down (Hetty Pettigrew), ets, 1890

## Noot
1. ↑  Jill Berk Jiminez, Joanna Banham, Dictionary of Artists' Models, Taylor & Francis, 2001, S. 425, ISBN 978-1-5795-8233-3

- Art Gallery of South Australia: 3564
- Biblioteca Nacional de España: XX906712
- Bibliothèque nationale de France: cb122442573 (data)
- Gemeinsame Normdatei: 174265468
- International Standard Name Identifier: 0000 0000 6639 244X
- Library of Congress Control Number: nr92007018
- RKD-Nederlands Instituut voor Kunstgeschiedenis: 68571
- Système universitaire de documentation: 031176593
- Union List of Artist Names: 500018326
- Virtual International Authority File: 46623385
- WorldCat: E39PBJxMhj7mVhk7D64qm4r6rq